# Capital Punishment (computerspel)
Capital Punishment is een videospel voor de Commodore Amiga. Het spel werd uitgebracht in 1996. Het perspectief van het spel wordt getoond in de derde persoon. De speler moet een personage kiezen (Corben Wedge, Wakantanka, Sarmon of de topless Demona) en vechten tot de eindbaas genaamd Qwesul.

## Ontwikkelteam
- Programmeur: Vladimir Ignjatovic
- Grafisch: Dragan Jakovljevic, Dusko Gojovic
- Muziek: Nikola Tomic

## Ontvangst
| Beoordeeld door            | Datum          | Score |
| -------------------------- | -------------- | ----- |
| SAM – Svenska Amigamagazin | december 1996  | 95%   |
| CU Amiga                   | oktober 1996   | 91%   |
| Amiga Joker                | september 1996 | 91%   |
| Amiga Format               | november 1996  | 90%   |
| AmigaInfo                  | januari 1997   | 90%   |
| Amiga Magazine             | 1997           | 80%   |